# Ruki Tobita
Ruki Tobita (飛田 流輝?, Ruki Tobita) (Kawaguchi, 7 maggio 1999) è uno snowboarder giapponese, specializzato in slopestyle e big air.

## Biografia
Originario di Kawaguchi e attivo in gare FIS dal febbraio 2015, Ruki Tobita ha debuttato in Coppa del Mondo l'8 settembre 2018, giungendo 27º nel big air di Cardrona. Il 9 marzo dell'anno successivo ha ottenuto il suo primo podio nel massimo circuito, classificandosi 3º nello slopestyle di Mammoth Mountain vinto dallo statunitense Redmond Gerard.
In carriera ha preso parte a due edizioni dei Giochi olimpici invernali e a tre dei Campionati mondiali di snowboard.

## Palmarès

### Coppa del Mondo
- Miglior piazzamento nella Coppa del Mondo di freestyle: 5º nel 2019
- Vincitore della Coppa del Mondo di slopestyle nel 2020
- Miglior piazzamento nella Coppa del Mondo di big air: 5º nel 2019
- 4 podi:
  - 3 secondi posti
  - 1 terzo posto